# Giorgia Cardaci
Giorgia Cardaci (Torino, 27 ottobre 1977) è un'attrice italiana.

## Biografia
Diplomatasi presso la scuola del Teatro Stabile di Torino diretta da Luca Ronconi, dopo varie esperienze teatrali, nel 1999 appare nei film Ferdinando e Carolina, diretto da Lina Wertmüller, e Mozart è un assassino, di Sergio Martino, a cui fanno seguito Controvento, diretto da Peter Del Monte e Tandem, diretta da Lucio Pellegrini, entrambi del 2000, Il trasformista (2002), regia di Luca Barbareschi, e Pianosequenza (2005), regia di Louis Nero.
Il suo primo ruolo importante in televisione è quello di Anna Murazzi, interpretato nel 2003-2004 nella sitcom Camera Café, trasmessa da Italia 1. È tra i protagonisti della serie tv in onda tra il 2006 e il 2007 su Rai 1, Raccontami, regia di Tiziana Aristarco e Riccardo Donna.
Successivamente appare su Canale 5 nella miniserie tv Il capo dei capi, diretta da Enzo Monteleone e da Alexis Sweet. Nel 2008 torna su Rai 1 con la seconda stagione di Raccontami e l'anno successivo con la miniserie Il commissario Manara, per la regia di Davide Marengo. Nel 2011 partecipa alla serie Fuoriclasse (Rai 1) nei panni di Elisa Sangallo, la professoressa d'inglese. Ha fatto anche parte del cast di SOS Befana.
Dal 9 giugno 2020 è vicepresidente dell'Unione Nazionale Interpreti Teatro e Audiovisivo (UNITA).

## Filmografia

### Cinema
- Ferdinando e Carolina, regia di Lina Wertmüller (1999)
- Controvento, regia di Peter Del Monte (2000)
- Tandem, regia di Lucio Pellegrini (2000)
- Come se fosse amore, regia di Roberto Burchielli (2002)
- Il trasformista, regia di Luca Barbareschi (2002)
- Pianosequenza, regia di Louis Nero (2005)
- Ex, regia di Fausto Brizzi (2009)
- La fisica dell'acqua, regia di Felice Farina (2009)
- Io, loro e Lara, regia di Carlo Verdone (2009)
- Stai lontana da me, regia di Alessio Maria (2013)
- Le leggi del desiderio, regia di Silvio Muccino (2015)
- Quel bravo ragazzo, regia di Enrico Lando (2016)
- 10 giorni senza mamma, regia di Alessandro Genovesi (2019)
- Tutti a bordo, regia di Luca Miniero (2022)

### Televisione
- Baldini e Simoni – serie TV (1999)
- Mozart è un assassino, regia di Sergio Martino – film TV (2002)
- Cuori rubati – soap opera (2002)
- Camera Café – serie TV (2003-2004)
- Le stagioni del cuore – serie TV (2004)
- Distretto di Polizia – serie TV, episodio 6x18 (2006)
- Raccontami – serie TV (2006-2008)
- Il capo dei capi, regia di Enzo Monteleone e Alexis Sweet – miniserie TV (2007)
- Il commissario Manara, regia di Davide Marengo – miniserie TV (2009)
- I liceali – serie TV (2009)
- Intelligence - Servizi & segreti – serie TV (2009)
- Crimini – serie TV, episodio 2x04 (2010)
- SOS Befana, regia di Francesco Vicario - film TV (2011)
- Fuoriclasse – serie TV (2011)
- Romanzo siciliano, regia di Lucio Pellegrini – miniserie TV (2016)
- Come fai sbagli – serie TV (2016)
- Don Matteo – serie TV (2018)
- Nero a metà – serie TV, episodio 1x01 (2018)
- Che Dio ci aiuti – serie TV (2019)
- Non mentire, regia di Gianluca Maria Tavarelli – miniserie TV (2019)
- Il silenzio dell'acqua – serie TV (2020)
- Cuori – serie TV, 5 episodi (2021)
- Doc - Nelle tue mani – serie TV, episodio 2x04 (2022)
- Hanno ucciso l'Uomo Ragno - La leggendaria storia degli 883 , regia di Sydney Sibilia – miniserie TV (2024)

### Cortometraggi
- Paul Newman, regia di Michele Di Mauro (2001)
- Un giorno da re, regia di Alessio Fava (2004)

### Video Musicali
- JetLag & Raf - È necessario
- Fratelli di Soledad - Je vous salue Ninì